# 西湖凹陷
西湖凹陷，是东海陆架盆地浙东凹陷的次级地质凹陷之一，位于上海和宁波东面约400公里。中国认为西湖凹陷完全属于該国的专属经济区范围。
西湖凹陷蕴藏着丰富的石油和天然气资源，截至2006年，已开发出春晓、平湖、天外天、残雪、断桥等油气田。整个西湖凹陷约500公里长，与中国东海岸相平行。
2003年8月19日，中石化、中海油、荷兰皇家/壳牌集团和优尼科宣布将在2005年中期开始合作开发西湖凹陷的油气储备，到2007年，气产量预计可达到每年25亿立方米。 但是2004年9月29日，合作中的两家外国合作伙伴，荷兰皇家/壳牌集团和优尼科宣布退出，并怀疑该领域的资源的商业生存能力。